# 小行星2133
小行星2133（2133 Franceswright）是一颗绕太阳运转的小行星，为主小行星带小行星。该小行星于1976年11月发现。
該小行星以美國天文學家弗朗西絲·沃德沃斯·萊特命名。

## 轨道参数
小行星2133的轨道半长轴为2.4106104 UA，离心率为0.184。